# Двое на Манхэттене
«Двое на Манхэттене» (фр. Deux hommes dans Manhattan) — фильм Жана-Пьера Мельвиля, вышедший в прокат 16 октября 1959.

## Сюжет
Нью-Йорк. Французский представитель при ООН Февр-Бертье не является на заседание Генеральной ассамблеи. Жена и дочь не имеют представления о его местонахождении, и вечером того же дня главный редактор местного отделения агентства Франс-Пресс Обер поручает своему подчинённому Моро, хорошо знакомому со всеми закоулками Манхэттена, разыскать пропавшего дипломата. Моро привлекает к поискам фотографа France-Match Дельмаса, пьяницу и неисправимого бабника, но при этом настоящего профессионала, располагающего сведениями об американских подружках Февра-Бертье.
Навестив несколько адресов, и не узнав ничего нового, журналисты подкрепляются в уличной забегаловке, когда по радио передают сообщение о попытке самоубийства известной бродвейской актрисы. Смекнув, что это их случай, французы проникают в клинику, куда поместили женщину, и узнают, что дипломат, скончавшийся, вероятно, от сердечного приступа, находится у неё дома.
Прибыв на место, Моро и Дельмас обнаруживают мертвого Февра-Бертье, сидящего на софе. Пока Моро вызывает своего патрона, Дельмас перекладывает мертвеца в постель и фотографирует, поставив на прикроватный столик портрет его пассии, надеясь заработать на пикантных снимках хорошие деньги.
Приехавший директор разъясняет Дельмасу, что Февр-Бертье был настоящим героем, членом Сопротивления, другом самого де Голля, и требует отдать фотоплёнки, поскольку такого человека компрометировать нельзя. Дельмас уступает давлению, после чего они втроем переносят тело в припаркованную возле дома машину, а затем вызывают полицию.
Журналисты отправляются домой к вдове дипломата, куда вскоре прибывает его дочь Анна, все это время следившая за ними. Дельмас, не перестававший по ходу поисков потягивать спиртное из фляжки, фотографирует её и бросается бежать. Моро, сообразив, что фотограф вместо настоящих снимков отдал другую кассету, вместе с девушкой устремляется за ним в погоню. Объехав ближайшие фотостудии и редакции, они уже под утро обнаруживают Дельмаса в каком-то баре с джаз-бандом, где он напивается в одиночестве. Высказав коллеге своё негодование и врезав по физиономии, Моро уходит, а Дельмас, перед тем, как осесть на пол, встречается взглядом с Анной, в глазах которой стоят слезы.
Слегка протрезвев к утру, фотограф выходит на улицу и выбрасывает кассеты в канализационный люк.

## В ролях
- Жан-Пьер Мельвиль — Моро
- Пьер Грассе — Дельмас
- Кристиана Эдес — Анна
- Джинджер Холл — Джудит Нельсон, актриса
- Жан Даркант — Рувье, директор Франс-Пресс
- Колетт Флёри — Франсуаза Бонно, секретарша Фьевра-Бертье
- Моник Хеннесси — Глория, девушка на телефоне
- Жан Лара — Обер, главный редактор Франс-Пресс
- Гленда Ли — Вирджиния Грэм, певица
- Мишель Байи — Бесси Рид, стриптизерша
- Пола Деелли — мадам Фьевр-Бертье

## Создание фильма
После выхода на экран «Боба-Прожигателя» Мельвиль в 1957 году пытался снять шпионскую драму с Пьером Грассе в главной роли, затем, разругавшись с актёром, бросил этот проект, и приступил к съёмкам картины под условным названием «Агентство Франс-Пресс сообщает», по сценарию, написанному ещё в 1949—1950 — о политике, умершем от инфаркта в квартире своей любовницы. По словам режиссёра, он «отснял уже 20 минут фильма, когда, в мае 1958 года, к власти пришёл де Голль. Для меня на этом все закончилось. «Агентство Франс-Пресс сообщает» умерло вместе с Четвёртой республикой».
Затем, после совместного просмотра «Асфальтовых джунглей», в которых оказалась сцена с интерьером, полностью воспроизведённым (ненамеренно) Мельвилем в неоконченной работе, Грассе убедил приятеля продолжить съёмки, но перенести действие в Америку. В ноябре 1958 начались натурные съёмки в Нью-Йорке, причем часть сцен режиссёру пришлось снимать самому, а работа в помещении проходила с февраля 1959 на студии «Бьянкур». Кроме того, часть сцен была отснята на собственной студии Мельвиля Jenner.

## Критика
Фильм был плохо принят критикой, и не имел успеха в прокате, собрав всего 300 000 зрителей, что было наименьшим результатом для фильмов Мельвилля. Сам режиссёр причиной провала считал то, что время для таких картин ещё не пришло (дело было до начала Новой волны), а премьера состоялась в слишком большом зале, поскольку маленьких кинотеатров для ограниченного показа тогда ещё не было. Серьёзной ошибкой было то, что он сам сыграл одну из главных ролей, при том, что считал себя посредственным актёром.
Рупор Новой волны Cahiers du cinéma оценил ленту довольно высоко, а Жан-Люк Годар включил её в десятку лучших картин 1959 года, но критики массовых изданий разгромили и режиссуру и сюжет, который, по их мнению, представлял собой довесок к документальному фильму о Нью-Йорке, которым лента, якобы, фактически и являлась.
На вопрос Рюи Ногейра о месте «Двоих на Манхэттене» в творчестве режиссёра, Мельвиль ответил:

Я этот фильм отвергаю. Отвергать свои фильмы очень полезно для здоровья и гигиены. Это помогает не принимать себя слишком всерьез. Тот, кто принимает себя всерьез, делает трагическую ошибку. Как именно можно отвергнуть свой фильм? Снять ещё один. Другого пути нет. В одной сцене в «Двоих на Манхэттене» можно заметить на кровати пачку сигарет «Бояр». Я сделал это исключительно для того, чтобы порадовать Годара. Он курил только эту марку. В то время я обожал Годара. Но потом...— Ногейра Р. Разговоры с Мельвилем, с. 105